# Réalisme au Brésil

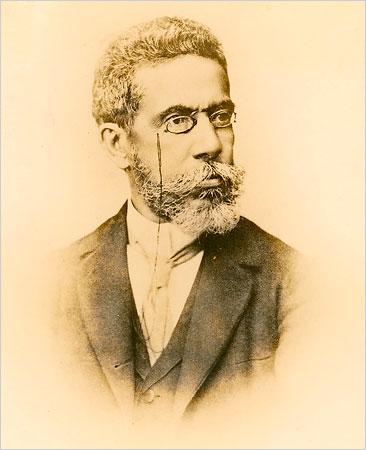
Machado de Assis, le plus grand représentant du réalisme au Brésil.

Le réalisme au Brésil commence officiellement en 1881, avec la publication de Memórias Póstumas de Brás Cubas (Les Mémoires posthumes de Brás Cubas), de Machado de Assis. Cette école entre en déclin seulement avec l'apparition du Parnassianisme, vers 1890.
Le réalisme est un mouvement antibourgeois, dénonçant les fausses bases qui soutenaient les relations bourgeoises de l'époque. Avec l'introduction du style réaliste, ainsi que du naturalisme, le roman au Brésil acquiert une nouvelle dimension : l'observation sociale.

## Contexte historique

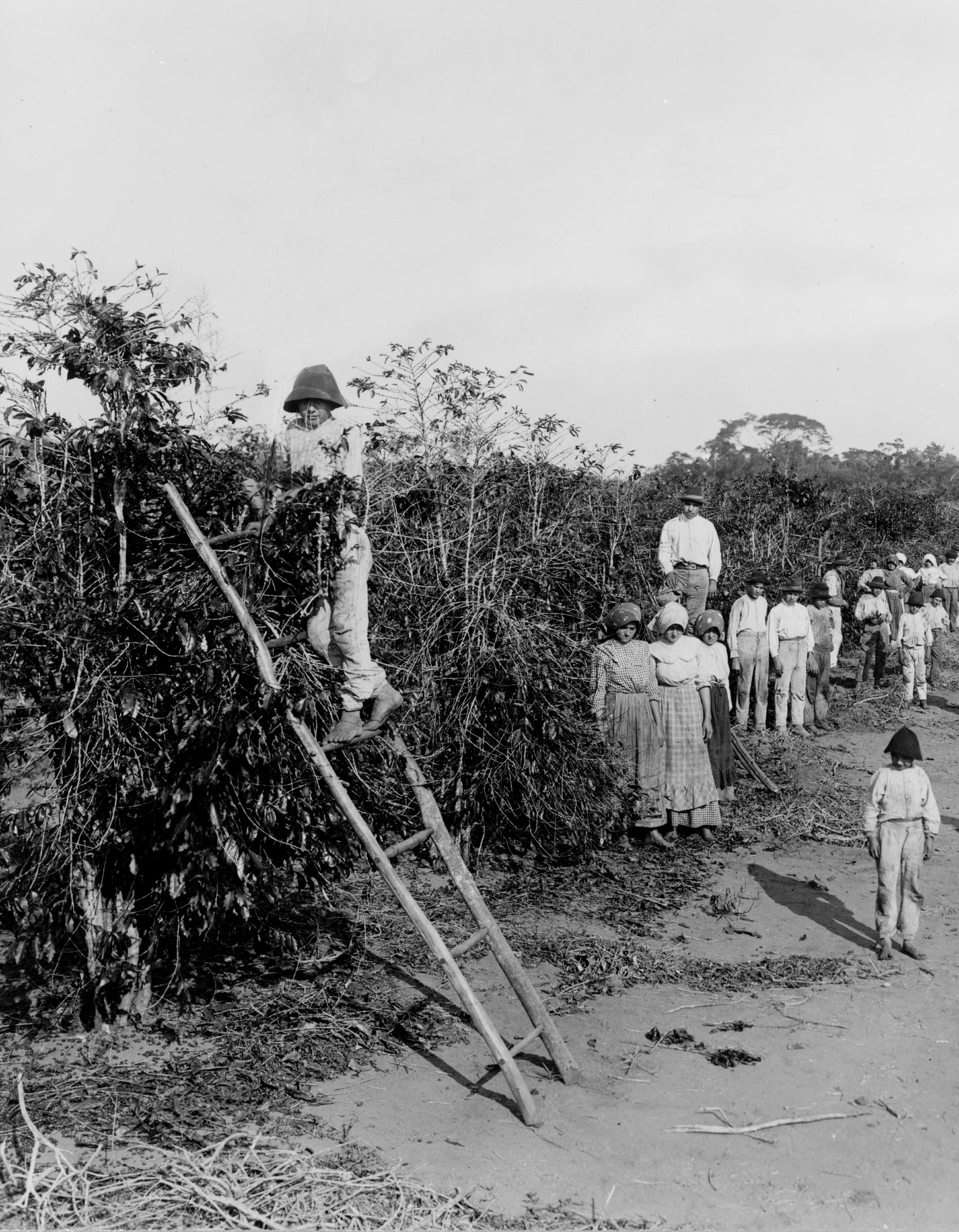
La culture du café, principale base économique du pays.

Au Brésil sous le Second Empire (de 1840 à 1889), il règne ce que l'on appelle le « parlementarisme à l'envers », où l'empereur Dom Pedro II choisit le sénateur ou le député pour le poste de Premier ministre, avec la complaisance du Parti libéral et du Parti conservateur, qui se succédaient au pouvoir, toujours en fonction des intérêts de l'oligarchie agraire.
Dans le domaine économique, le Brésil, au milieu du XIXe siècle, maintient encore une structure basée sur les grandes propriétés, sur la monoculture d'exportation avec du travail esclave concentré sur le marché du café.
La Proclamation a lieu en 1889 ; cependant, la République ne répond pas aux ambitions de la classe moyenne et des militaires. Ensuite, les représentants des oligarchies de São Paulo et de Minas Gerais commencent à contrôler l'État brésilien, à travers une alliance entre leurs gouverneurs qui est devenue connue sous le nom de « politique du café au lait ». 
Certaines idées sont apportées d'Europe, parmi lesquelles le positivisme d'Auguste Comte, le déterminisme historique de Taine, le socialisme utopique de Proudhon et le socialisme scientifique de Karl Marx, l'évolutionnisme de Darwin et la négation du christianisme de Renan . 

## Développement
Parmi les principaux auteurs du réalisme au Brésil figurent Raúl Pompeia, vicomte de Taunay et le principal, Machado de Assis .
Un mouvement au début littéraire, le réalisme se répand dans d'autres domaines, notamment la peinture.